# Distrito electoral de Blackwood (condado de Hayes, Nebraska)
Blackwood (en inglés: Blackwood Precinct) es un distrito electoral ubicado en el condado de Hayes en el estado estadounidense de Nebraska. En el Censo de 2010 tenía una población de 31 habitantes y una densidad poblacional de 0,34 personas por km².

## Geografía
Blackwood se encuentra ubicado en las coordenadas 40°23′35″N 100°56′51″O / 40.39306, -100.94750. Según la Oficina del Censo de los Estados Unidos, Blackwood tiene una superficie total de 92.3 km², que corresponden a tierra firme.

## Demografía
Según el censo de 2010, había 31 personas residiendo en Blackwood. La densidad de población era de 0,34 hab./km². De los 31 habitantes, Blackwood estaba compuesto por el 100% blancos.